# Mysteriespel (roman)
Mysteriespel är en kriminalroman från 1990 av Reginald Hill och den 11:e boken om Pascoe/Dalziel. 